# Guyencourt-sur-Noye
Guyencourt-sur-Noye (picardisch: Dyincourt-su-Noé) ist eine nordfranzösische Gemeinde mit 159 Einwohnern (Stand 1. Januar 2022) im Département Somme in der Region Hauts-de-France. Die Gemeinde liegt im Arrondissement Montdidier, ist Teil der Communauté de communes Avre Luce Noye und gehört zum Kanton Ailly-sur-Noye.

## Geographie
Die Gemeinde liegt fast vollständig am linken (westlichen) Ufer der Noye gegenüber von Remiencourt rund drei Kilometer nördlich von dem unmittelbar angrenzenden Ailly-sur-Noye und acht Kilometer südlich von Boves.

## Geschichte
In Guyencourt wurden prähistorische Waffen aus Feuerstein gefunden.
Die Gemeinde erhielt als Auszeichnung das Croix de guerre 1914–1918.

## Einwohner
| 1962 | 1968 | 1975 | 1982 | 1990 | 1999 | 2006 | 2010 |
| ---- | ---- | ---- | ---- | ---- | ---- | ---- | ---- |
| 158  | 147  | 175  | 186  | 196  | 201  | 173  | 164  |

## Verwaltung
Bürgermeister (maire) ist seit 2008 Régis Blot.

## Sehenswürdigkeiten
- um 1750 von Firmin Ducrocquet errichtetes Schloss, 1992 als Monument historique eingetragen (Base Mérimée PA00116283)
- Schlosskapelle
- Kirche Saint-Firmin-le-Confesseur

## Persönlichkeiten
- Adrien de Rougé, ultraroyalistischer Politiker und Pair de France (1782–1838), hier verstorben.